# Ergane benjarei
Ergane benjarei är en spindelart som först beskrevs av George William Peckham och Elizabeth Maria Gifford Peckham 1907.  Ergane benjarei ingår i släktet Ergane och familjen hoppspindlar. Inga underarter finns listade i Catalogue of Life.